# Ahmad Fardid
Ahmad Fardid (persiska: سید احمد فردید), född 1909 i Yazd, Persien, död 16 augusti 1994 i Teheran, var en framstående iransk filosof och professor vid Teherans universitet. Han anses vara en av ideologerna bakom Irans islamiska styre som inrättades vid den islamiska revolutionen 1979. Fardid var influerad av den inflytelserike tyske filosofen Martin Heidegger.

## Biografi
Fardid studerade filosofi vid Teherans universitet, Sorbonneuniversitetet och Heidelbergs universitet. Med bara några få skriftliga arbeten har han fått rykte om sig som "muntlig filosof".
Fardid lär ha myntat begreppet "västförgiftning" som sedan populariserades av Jalal Al-e Ahmad i hans bok om Gharbzadegi, och som efter revolutionen 1979 tillhörde kärnan i den nya islamiska regeringens ideologi.
Ett av Fardids projekt var att "syntetisera" och integrera resultaten av sina studier av österländska civilisationer med den västerländska filosofin, som den tolkas av Heidegger. Hans projekt förblev ofullbordat och fyllt av fel och brister, men har icke desto mindre betraktats som en intressant utmaning, särskilt som Heidegger själv i intervjuer optimistiskt anspelat på möjligheten till en "konvergens" mellan västerländskt och österländskt tänkande, men aldrig själv utforskat ämnet.

## Kritik
Ahmad Fardids idéer har i stor utsträckning avfärdats av andra framträdande iranska intellektuella som totalt bedrägeri. Bland andra  Abdolkarim Soroush och Dariush Ashuri har varit skarpa kritiker medan några av Fardids tidigare elever försvarat honom. Fardid förkastade mänskliga rättigheter som en västerländsk föreställning och ett exempel på "västförgiftning". Han instruerade ofta sina lärjungar, av vilka många senare ingick i den styrande gruppen i det islamiska Iran, att bortse från sådana "västförgiftade" begrepp som demokrati, medborgerliga rättigheter, och tolerans, för att istället återvända till det "äkta orientaliska jaget". Fardid ansågs också vara konspirationsteoretiker och antisemit.